# Консерватория
Консерватория е специализирано музикално училище. Може да бъде висше (в България и другаде), средно или без образователна степен.
В консерваториите се преподават различни общи и частни музикални дисциплини, подобно на другите висши учебни заведения, в тях има факултети и специалности, понякога те могат да бъдат в една или друга степен специализирани в подготовката на различни видове музикални изпълнители.

## История
Думата произлиза от латинското conservare – запазвам, съхранявам – така в ренесансова Италия са се наричали приютите за сираци и безпризорни деца. В ранните консерватории (първата такава е основана в Неапол през 1537 година), децата са били обучавани на различни занаяти и умения. През 17 век в консерваториите се въвежда и музикално образование – основно с цел попълването на детските църковни хорове. Музикалното възпитание обаче е на толкова високо ниво (от консерваториите излизат знаменити композитори, певци и инструменталисти), че скоро понятието се превръща в синоним на високо музикално образование. Следвайки италианския модел, в много страни музикалните центрове създават по негово подобие специализирани музикални училища, в които вече учат не само безпризорните, а и различни деца и младежи, обикновено срещу заплащане. Постепенно първоначалното значение на думата отпада и „консерватория“ започва да обозначава строго и именно музикално училище.

## Модерна употреба
Думата консерватория се използва предимно като епитет и синоним на различни частни, обществени и държавни музикални училища с различен срок на обучение – от 3 до 6 години. Тези училища могат да бъдат лицеи, школи, институти, академии, върху които това определение се прикрепя. Така например в България Национална музикална академия „Панчо Владигеров“ – София и Академия за музикално, танцово и изобразително изкуство в град Пловдив в разговорния, а често и в специализирания език се наричат именно консерватория. Някои висши музикални учебни заведения съдържат термина и в самото си официално название.
Практически във всички големи световни музикални и образователни центрове има консерватории. Сред по-известните от тях са Академията „Санта Чичилия“ в Рим, Парижката, Виенската, Московската, Санктпетербургската, Лондонската, Берлинската, Нюйоркската, Чикагската и др. Всички те имат самостоятелни програми, по които се отличават не само помежду си, а и от останалите висши училища в съответната страна. Българските НМА „Панчо Владигеров“ и Академия за музикално, танцово и изобразително изкуство в Пловдив също се причисляват към списъка на авторитетните висши музикални училища. Академия за музикално и танцово изкуство – Пловдив е член на Асоциацията на европейските консерватории, музикални академии и висши училища по музика, включена е и като редовен член на Международната организация за фолклорно изкуство към ЮНЕСКО.